# فلت راک، شهرستان استوکس، کارولینای شمالی
فلت راک (به انگلیسی: Flat Rock) یک منطقهٔ مسکونی در ایالات متحده آمریکا است که در شهرستان استوکس، کارولینای شمالی واقع شده‌است.